# پاین کریک (پنسیلوانیا)
پاین کریک (پنسیلوانیا) (به انگلیسی: Pine Creek (Pennsylvania)) رودخانه‌ای است که در ایالات متحده آمریکا جریان دارد.